# Urban Legend
Urban Legend är en amerikansk ungdomsskräckfilm från 1998 i regi av Jamie Blanks. År 2000 kom en tvåa och 2005 en trea.

## Handling
Filmen kretsar kring ett gäng ungdomar som plötsligt hamnar mitt i en seriemördares vansinnesdåd, mördarens kännetecken är att han dödar sina offer genom att imitera moderna myter.

## Rollista (urval)
- Alicia Witt -  Natalie Simon
- Jared Leto -  Paul Gardener
- Rebecca Gayheart -  Brenda Bates
- Loretta Devine -  Reese Wilson
- Tara Reid -  Sasha Thomas
- Joshua Jackson -  Damon Brooks
- Michael Rosenbaum -  Parker Riley
- Robert Englund -  Professor William Wexler